# Остров Богослова (США)
Остров Богослова или Агасагук (алеут. Aĝasaaĝux̂, англ. Bogoslof Island) — один из Лисьих островов. Находится к северу от острова Умнак, административно относится к американскому штату Аляска. Населения нет.

## История
В 1867 году был продан США вместе с Аляской. Официально острову современное название дали американцы в 1881 году, узнав, что местное население называет остров «Бога слов» или «Слово божие». По воспоминаниям местного населения указывается, что русские мореплаватели в 1787 году, высадившись на этот островок, водрузили на него православный крест и соответственно его назвали «Богословом».
По другим источникам остров назван в честь судна РАК «Богослов».

## География

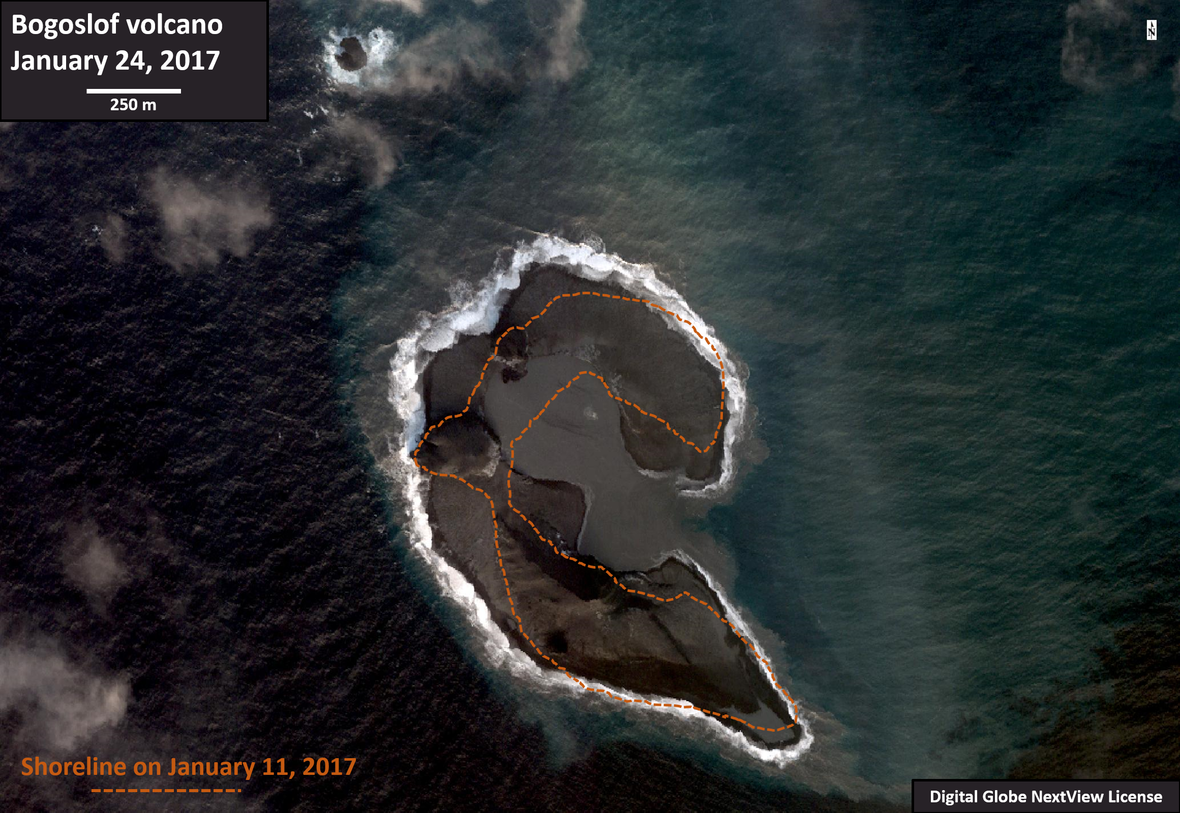
Изменения формы острова при извержениях 2017 года

Площадь составляет ≈0,7 км² (173 акров). Наивысшая точка 150 м над уровнем моря. Остров является верхней частью действующего стратовулкана, в ходе извержений которого имеют место значительные изменения в размерах и рельефе острова. С 1796 года зафиксировано более 10 извержений, современная активность вулкана формирует надводную кальдеру и небольшие острова в непосредственной близости от основного острова. На форму острова также оказывают влияние водная эрозия и вертикальные подвижки грунта из-за внутренней активности вулкана.
Остров горист, покрыт тундровой растительностью, мхами, лишайниками и папоротниками. В прибрежной зоне можно наблюдать лежбища морских львов.
Климат на острове холодный морской, с частыми туманами и осадками.